# Preplavljenost
Preplavljenost je izrazito ugodno, optimalno psihološko stanje koje ljudi osjećaju kada su u tolikoj mjeri usmjereni na zadatak da su posve zaokupljeni tim zadatkom. Aktivnosti koje izazivaju preplavljenost su aktivnosti s kojima je pojedinac toliko obuzet da se potpuno uživi u aktivnost te sve ostalo postaje nebitno. Pozornost je u potpunosti usmjerena na zadatak, a osoba funkcionira u svom punom kapacitetu. Preplavljenost se nekad u hrvatskom jeziku prevodi kao zanesenost ili očaravajuća obuzetost. Pojmom preplavljenosti se kroz višegodišnja istraživanja pomno bavio Mihaly Csikszentmihályi. Glasoviti psiholog Mihaly Csikszentmihály je objedinio rezultate brojnih istraživanja provedenih kroz više desetljeća te ih prezentirao u svojoj knjizi Flow (2006). Csikszentmihály (1975/2000) je istraživao prirodu i uvjete uživanja intervjuirajući šahiste, penjače, plesače i druge koji su naglašavali uživanje kao glavni razlog bavljenja nekom aktivnošću.
Tijekom preplavljenosti resursi pažnje su u potpunosti usmjereni na zadatak koji se obavlja, tako da objekti izvan neposredne interakcije općenito ne uspijevaju ući u svjesnost. Jedan takav objekt je samosvijest. Ispitanici često opisuju gubitak samosvijesti tijekom iskustva preplavljenosti. Toliko ste uključeni u ono što radite da ne razmišljate o sebi kao da ste  odvojeni od neposredne aktivnosti. Time su usklađene i temeljne pretpostavke modela preplavljenosti od kojih je jedna da doživljaj obuzetosti proizlazi iz ravnoteže vještina i izazova.
U slučaju kada su ljudi potpuno zaokupljeni, uživljeni u aktivnosti, oni mogu doživjeti stanje preplavljenosti odnosno stanje optimalnog iskustva. Njegovanjem i pripremom sebe i kontrolom svojih unutarnjih iskustava se osoba približava osjećaju sreće i zadovoljstva i time postiže stanje koje se naziva teorijom optimalnog iskustva.

## Uvjeti preplavljenosti
Iskustva preplavljenosti relativno su rijetka u svakodnevnom životu, ali gotovo sve - posao, učenje, sport, umjetnost ili vjerski ritual – može dovesti do njih, pod uvjetom da su ispunjeni određeni uvjeti. Dosadašnja istraživanja sugeriraju tri ključna uvjeta.
Prvo, preplavljenost se obično javlja kada aktivnost u koju se netko uključuje sadrži jasan skup ciljeva. Ovi ciljevi služe za dodavanje smjera i svrhe ponašanju. Njihova vrijednost leži u njihovoj sposobnosti da strukturiraju iskustvo usmjeravanjem pažnje umjesto da budu sami sebi svrha. Csikszentmihálynavodi kako odabirom cilja i potpunim usmjeravanjem sebe i svoje pažnje k tome cilju, postižemo ugodu u toj aktivnosti bez obzira koja to aktivnost bila.
Drugo, preduvjet za preplavljenostt je ravnoteža između percipiranih izazova (težine zadatka) i percipiranih vještina. Kada su percipirani izazovi i vještine dobro usklađeni, pažnja je potpuno apsorbirana. Ova je ravnoteža suštinski krhka. Ako izazovi počnu premašivati vještine, čovjek obično postaje anksiozan; ako vještine počnu premašivati izazove, čovjek se opušta i u tom slučaju postaje dosadno. Ova subjektivna stanja daju povratnu informaciju o promjenjivom odnosu prema okolini i pritišću pojedinca da prilagodi ponašanje kako bi pobjegao od averzivnijeg subjektivnog stanja i ponovno ušao u preplavljenost.
Treće, preplavljenost ovisi o prisutnosti jasne i trenutne povratne informacije. Pojedinac treba koordinirati stalno promjenjive zahtjevie okoliša koji su dio svih iskustvenih aktivnosti. Neposredna povratna informacija služi ovoj svrsi: informira pojedinca o tome koliko dobro on ili ona napreduje u aktivnosti i diktira hoće li prilagoditi ili zadržati sadašnji tijek djelovanja.
Istraživanje uključenosti u zadatak sugerira da važnost koju pojedinac pridaje dobrom radu u nekoj aktivnosti (tj. procjena kompetencija) predviđa uključenost pojedinca u tu aktivnost. Obavljanjem neke aktivnosti pojedinci mogu biti toliko zaokupljeni samom aktivnošću da mogu zaboraviti na sve ostalo uključujući umor i vrijeme.

## Karakteristike

### Izazovna aktivnost koja zahtijeva vještine
Kako bi se ova karakteristika bolje razumjela treba znati da se riječ aktivnost ne odnosi samo na tjelesnu aktivnost, nego i na bilo koji kapacitet manipuliranja simboličkim informacijama, koji predstavlja vještinu. Prilikom obavljanja neke aktivnosti ne moramo nužno doživjeti osjećaj ugode. Osjećaj ugode koji doživljavamo ovisi o izazovu s kojim se prilikom toga susrećemo. Ako je izazov pretežak za čovjeka, prilikom aktivnosti dolazi do tjeskobe i neugodnih osjećaja. Isto tako ako se izazov nalazi na puno nižoj razini od sposobnosti dolazi do dosade. Važna karakteristika je stoga balans između izazova i vještina.

### Sjedinjenje ponašanja i svijesti
Prilikom izvršavanja aktivnosti pažnja je upotpunosti usmjerena na aktivnosti bez ikakvih ometanja. Osoba je usmjerena na ono što radi u tolikoj mjeri da aktivnost postaje spontana, gotovo automatska. Iskustvo koje osjećamo se vrlo lako može prekinuti prekidom pažnje iako tijekom iskustva svijest glatko teče i ponašanje je kontinuirano.

### Jasni ciljevi i povratne informacije
Jasni ciljevi pomažu pri koncentraciji i držanju fokusa prilikom izvršavanja aktivnosti. Kada se približavamo postavljenim ciljevima koji su jasno definirani i prilikom njihovih ostvarenja dobivamo povratnu informaciju približavamo se osjećaju očaravajuće obuzetosti .Aktivnosti i ciljeve moramo individualno promatrati jer nije za svakoga ista aktivnost ona koja izaziva osjećaj preplavljenosti. Povratne informacije su važne samo zbog krajnjeg njihovog cilja i pritom je nebitno kakve su vrste te povratne informacije, jer su nam one važne samo zbog simboličnih poruka koje sadrže: uspio sam u svom cilju.

### Usmjeravanje na zadatak
Misli ljudi često lutaju između mnogobrojnih obaveza i želja tijekom aktivnosti u svakodnevnom životu. Prilikom ubrzanog načina života teško pronalazimo vremena za koncentraciju na jedan određeni zadatak. Kako bi povećali kvalitetu života potrebni su nam određeni zahtjevi aktivnosti koji nameću red i onemogućavaju ometanje poremećaja svijesti. Potrebna je intenzivna i usredotočena koncentracija na ono što radi u sadašnjem trenutku.

### Paradoks kontrole
Kontrola ili njen nedostatak su sastavni dio života ljudi. Osjećaj koji imamo prilikom gubitka kontrole u svakodnevnom životu je neugodan. Prilikom doživljavanja iskustva očaravajuće obuzetosti tj. preplavljenosti, ljudi taj osjećaj, koji se budi prilikom mogućnosti gubitka kontrole, ne percipiraju kao neugodan čak ni prilikom aktivnosti koje uključuju velike rizike. Ljudi ne uživaju u tome da imaju kontrolu, već u osjećaju postizanja kontrole u teškim situacijama.

### Gubitak svijesti o sebi
Potpuna koncentracija na aktivnost povlači za sobom pitanje može li se prilikom nje održati i svijest o sebi. Važno je razlikovati svijest o sebi od pojma o sebi. Iako bi na prvu mogli pomisliti da su to sinonimi to nije tako. Pojam o sebi se može definirati kao informacije o nama pomoću kojih opisujemo ono što jesmo. Gubitak svijesti o sebi podrazumijeva stanje u kojem čovjek nije preokupiran samim sobom već se sjedinjuje i nadograđuje onime što u tom trenutku radi. Gubitkom svijesti o sebi se može postići rast pojma o sebi. Kroz pripadanje sustavu i sjedinjenje s ljudima ili stvari koje su usmjerene na određenu aktivnost, čovjeku raste pojam o sebi što je postignuto razvijanjem novih vještina i saznanjem da su dosegnuta neka nova postignuća u životu.

### Promjena protoka vremena
Koncept doživljavanja protoka vremena se mijenja prilikom optimalnog iskustva na način da se sati mogu doimati kao minute, a sekunde kao minute. Postoji i treći način doživljavanja protoka vremena koji se na primjer događa, kako navodi Csikszentmihályi, kirurzima prilikom operacije, na način da mogu precizno odrediti koliko je vremena prošlo bez da gledaju na sat.

## Preplavljenost i motivacija
Preplavljenost i motivacija su usko povezani, poseno intrizična motivacija. Kompentacijska motivacija se tradicionalno smatrala da ima glavnu ulogu u intrizičnoj motivaciji koja potiče osjećaj kompetencije i djelotvornosti što su pokazala prijašnja istraživanja. Pokraj intrizične motivacije bitna je i emergentna motivacija zbog koje se osoba nanovo vraća nezainteresiranim aktivnostima tako što se pomoću intrizične motivacije pronađe preplavljenost u njima. Motivacija da se ustraje u takvim aktivnostima ili da se vrati njima proizlazi iz samog iskustva. Pokraj intrizične i emergentne motivaciju bitno je i to kako se pojedinac osjeća u trenutku preplavljenosti. Na primjer, kada je pojedinac u potpunosti uključen u neku aktivnost on ima tendenciju smatrati da je ta aktivnost ugodna. Bez obzira na izvornu motivaciju koju imaju šahisti, ekonomisti ili čak izlazak s prijateljima, takve aktivnosti se neće nastaviti osim ako nisu ugodne ili ako pojedinci nisu motivirani ekstrizičnim nagradama.

## Autoteličnost
Teorije preplavljenosti i istraživanje preplavljenosti usredotočeni su više na fenomenologiju same preplavljenosti u odnosu na ličnost pojedinca. Mogućnost da se doživi preplavljenost čini se gotovo univerzalnim, ipak ljudi se razlikuju u učestalosti doživljavljanja preplavljenosti i u kvaliteti preplavljenosti. Autotelična osobina je jedna od osobina ličnosti koja pospješuje kvalitetu i dugotrajnost preplavljenosti.Csikszentmihályi navodi kako autoteličke osobe imaju tendenciju raditi stvari zbog vlastitog zadovoljstva, a ne zbog postizanja nekog vanjskog cilja. Ovu vrstu osobnosti odlikuje nekoliko metavještina kao što su opća radoznalost, upornost i niska egocentričnost što pospješuje intrizičnu motivaciju.